# Ронкаделле
Ронкаделле (итал. Roncadelle) — коммуна в Италии, располагается в провинции Брешиа области Ломбардия.
Население составляет 8611 человек (на 2004 г.), плотность населения составляет 847 чел./км². Занимает площадь 9 км². Почтовый индекс — 25030. Телефонный код — 030.
Покровителем населённого пункта считается San Bernardino. Праздник ежегодно празднуется 20 мая.

## Города-побратимы
- Завидовичи, Босния и Герцеговина